# Търговия с въглеродни емисии
Търговията с въглеродни емисии наричана още схема за търговия с емисии (на английски: emission trading scheme ETS) или търговия с таван (на английски: cap and trade) е вид международна търговия, предназначена за въглероден диоксид (CO2) и други парникови газове (ПГ). Схемата е начин за формиране на цена на въглерода с цел да се ограничи изменението на климата като се създава пазар с ограничени квоти за емисии. Търговията с въглеродни емисии цели да намали конкурентоспособността на изкопаемите горива и да ускори инвестициите в нисковъглеродни източници на енергия като вятърна енергия и фотоволтаици. Изкопаемите горива са основният двигател на глобалното затопляне и допринасят с 89% към всички емисии на CO2 и с 68% към всички емисии на парникови газове.  :с. 12
Търговията с емисии работи чрез определяне на общо количествено ограничение (таван) на емисиите, произведени от всички участващи емитенти. В резултат на това цената им автоматично се адаптира към тавана. Това е основното предимство на тази мярка в сравнение с облагането с фиксиран въглероден данък. При търговията с емисии субект замърсител, който произвежда повече емисии от определената му квота, трябва да закупи допълнително право да отделя повече. Обратно, субект, който генерира по-малко емисии от квотата си, може да продаде правото си на други субекти. В резултат на това най-рентабилните методи на производство с намалени въглеродни емисии получават пазарно предимство. Търговията с въглеродни емисии и въглеродните данъци са обичаен метод за страните в опитите им да изпълнят ангажиментите (национално определени вноски) си по Парижкото споразумение.
Към 2021 г. схемите за търговия с въглеродни емисии действат в Китай, Европейския съюз и други страни.  Те обаче обикновено не са придружени с определени въглеродни бюджети, необходими за поддържане на глобалното затопляне под критичните прагове от 1,5 °C или „много под“ 2 °C. Съществуващите схеми покриват само ограничен обхват от емисии. Системата на ЕС за търговия с въглеродни емисии EU-ETS се фокусира върху индустрията и промишленото производство на електроенергия, като оставя на държавите членки въвеждането на допълнителни схеми, касаещи транспорта и личното потребление. Въпреки че единиците се броят в тонове еквивалент на CO2, други мощни парникови газове като метан (CH4) или азотен оксид (N2O) от селското стопанство най-често все още не са част от тези схеми. Освен това, свръхпредлагането води до ниски цени на квотите без почти никакъв ефект върху изгарянето на изкопаеми горива.  През септември 2021 г. квотите за търговия с емисии (ETAs) покриват широк ценови диапазон от 7 €/t CO2 на новия национален въглероден пазар на Китай  до 63 €/t CO2 в EU-ETS.  Най-новите модели за социалната цена на въглерода изчисляват щети от повече от $3000 на тон CO2 в резултат на обратна връзка от икономиката и спадащи темпове на растеж на глобалния БВП, докато политическите препоръки варират от около $50 до $200. 

## Преглед на пазарните механизми
Икономическият проблем с глобалното затопляне е, че емитерите на ПГ не се сблъскват с пълните последици от своите действия, свързани с т.нар.  външни ефекти.  Външните ефекти могат да повлияят на благосъстоянието на другите. В случай на изменение на климата, емисиите на ПГ засягат благосъстоянието на хората сега и в бъдеще, както и природната среда.  Социалната цена на въглерода зависи от бъдещото развитие на емисиите. Това може да се реши с модела на динамична цена при търговията с емисии.
Схемата за търговия с емисии на ПГ работи чрез установяване на права на собственост върху атмосферата.  Атмосферата е глобално обществено благо, а емисиите на ПГ са международни външни ефекти. Емисиите от всички източници на ПГ допринасят за общия запас от ПГ в атмосферата. Във варианта на търговия с таван се определя таван за достъп до ресурса и след това се разпределя между потребителите под формата на разрешителни. Съответствието се установява чрез сравняване на действителните емисии с отпуснатите разрешителни, включително всички, търгувани в рамките на тавана.  Екологичният ефект на търговията с емисии зависи от установяването на тавана, а не от решението за търговия. 
За търговия с емисии, където ПГ са регулирани, едно разрешително за емисии се счита за еквивалентно на един тон емисии на въглероден диоксид (CO 2). Други видове разрешителни за емисии са въглеродни кредити, единици по Киото, единици за определено количество и единици за сертифицирано намаление на емисиите (CER). Тези разрешителни могат да се продават частно или на международния пазар на пазарна цена. Те се търгуват и се финализират в международен план и следователно позволяват прехвърляне на разрешителни между държавите. Всеки международен трансфер се валидира от Рамковата конвенция на ООН по изменение на климата (UNFCCC). Всяко прехвърляне на собственост в рамките на Европейския съюз се валидира допълнително от Европейската комисия.
Програмите за търговия с емисии, като например Системата за търговия с емисии на Европейския съюз (EU-ETS), допълват търговията между държавите, предвидена в Протокола от Киото, като позволяват частна търговия с разрешителни. Съгласно такива програми – които обикновено са координирани с националните цели за емисиите, предвидени в рамките на Протокола от Киото – национален или международен орган разпределя разрешителните на отделните компании въз основа на установени критерии, с оглед на постигането на националните и/или регионалните цели от Киото при най-ниски общи икономически разходи. 
Другите парникови газове също могат да бъдат търгувани, но се котират като стандартни кратни на въглеродния диоксид по отношение на техния потенциал за глобално затопляне. Това намалява финансовото въздействие на квотата върху бизнеса, като същевременно гарантира, че квотите се изпълняват на национално и международно ниво.
Борсите за въглеродни кредити, свързани с UNFCCC, включват European Climate Exchange, NASDAQ OMX Commodities Europe, PowerNext, Commodity Exchange Bratislava и European Energy Exchange. Чикагската климатична борса участва до 2010 г.  NASDAQ OMX Commodities Europe обяви договор за търгуване на компенсации, генерирани от CDM въглероден проект, наречен Certified Emission Reductions. Много компании сега участват в програми за намаляване на емисиите, компенсиране и др., за да генерират кредити, които могат да бъдат продадени на една от борсите. През 2008 г. е създаден поне един частен електронен пазар: CantorCO2e. Въглеродните кредити на Стоковата борса в Братислава се търгуват на специална платформа, наречена Carbon place.  Проучват се различни предложения за свързване на международните системи между пазарите. Това се координира от Международното партньорство за въглеродни действия (на английски: International Carbon Action Partnership, ICAP). 

## В България
В България се прилагат планове за търговия с емисии (Национален план за разпределение на квоти за търговия с емисии на парникови газове) от 2008 г. насам за периоди 2008 – 2012, 2013 – 2020, 2021 – 2030 г. и има информация за осъществените тръжни продажби на квоти за емисии на парникови газове и генерираните от тях приходи